# سیارک ۶۶۷۲
سیارک ۶۶۷۲ (به انگلیسی: 6672 Corot، نامگذاری:1213T-1) شش هزار و ششصد و هفتاد و دومین سیارک کشف شده‌است که در ۲۴ مارس ۱۹۷۱ کشف شد.
قدر مطلق سیارک برابر ۱۴٫۲۰ است.